# Gustave Leverne
Gustave Leverne, né le 19 décembre 1861 à Dijon (Côte-d'Or) et mort le  27 novembre 1940 à Gémenos (Bouches-du-Rhône), est un ingénieur en chef des Chantiers navals de la Gironde à Bordeaux-Lormont.

## Biographie
Ancien élève du Lycée Louis Le Grand, diplômé de l'École centrale Paris en (1885), Gustave Leverne exerce tout d'abord la fonction d'ingénieur naval aux Chantiers navals de Provence à La Seyne, puis aux Chantiers navals de La Loire à Saint-Nazaire. En 1896, il est nommé ingénieur en chef aux Chantiers navals de la Gironde : il est notamment le concepteur des modernes croiseurs d'escadre comme Le Vérité (1909) et Le Vergniaud (1910), mais surtout le « père » du France II (1911), l'œuvre de sa vie, un cinq-mâts barque, propulsé par deux moteurs diesels Schneider de 900 chevaux qui fut, à son époque, le plus grand voilier du monde, et qui s'échoua en juillet 1922 sur les récifs coralliens au large de Nouméa (Nouvelle-Calédonie).
En novembre 1919, Gustave Leverne poursuit sa carrière à Marseille (Bouches-du-Rhône) à la direction de la Société Provençale de Constructions Navales jusqu'en 1926. Chevalier de la Légion d'Honneur à titre civil par le ministre de la Marine en 1922. Retraité, il se retire à Gémenos en 1939 où il meurt le 27 novembre 1940.
Gustave Leverne est aussi le père de Pierre Leverne (1897-1974), président de l'association des combattants de moins de 20 ans (1914-1918), avocat au Barreau de Marseille puis au Barreau de Bordeaux, secrétaire général de la Petite Gironde, directeur des imprimeries du journal Sud Ouest et d'Henri Leverne (1898-1981), membre de la Légion des Mille (1000 plus jeunes combattants volontaires de la Première Guerre mondiale).

## Sources
- Des Hommes et des Activités autour d'un demi-siècle (1957) : de Jean et Bernard Guérin - éditions B.E.B. Lormont (Gironde) - Préface de François Mauriac de l'Académie française.